# Hennie Stamsnijder

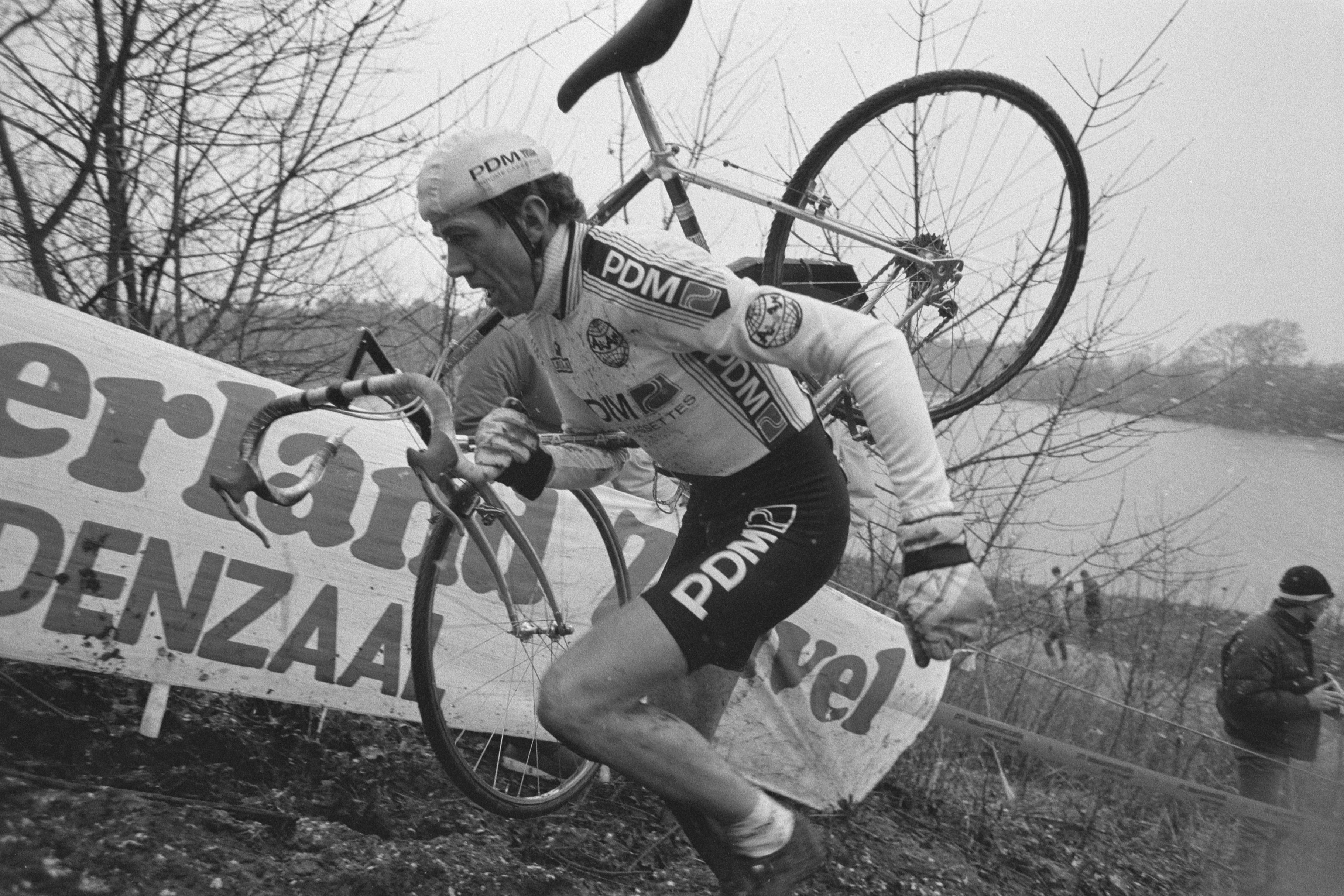
Stamsnijder på väg mot sin sjätte nederländska mästartitel som professionell (4 januari 1987).

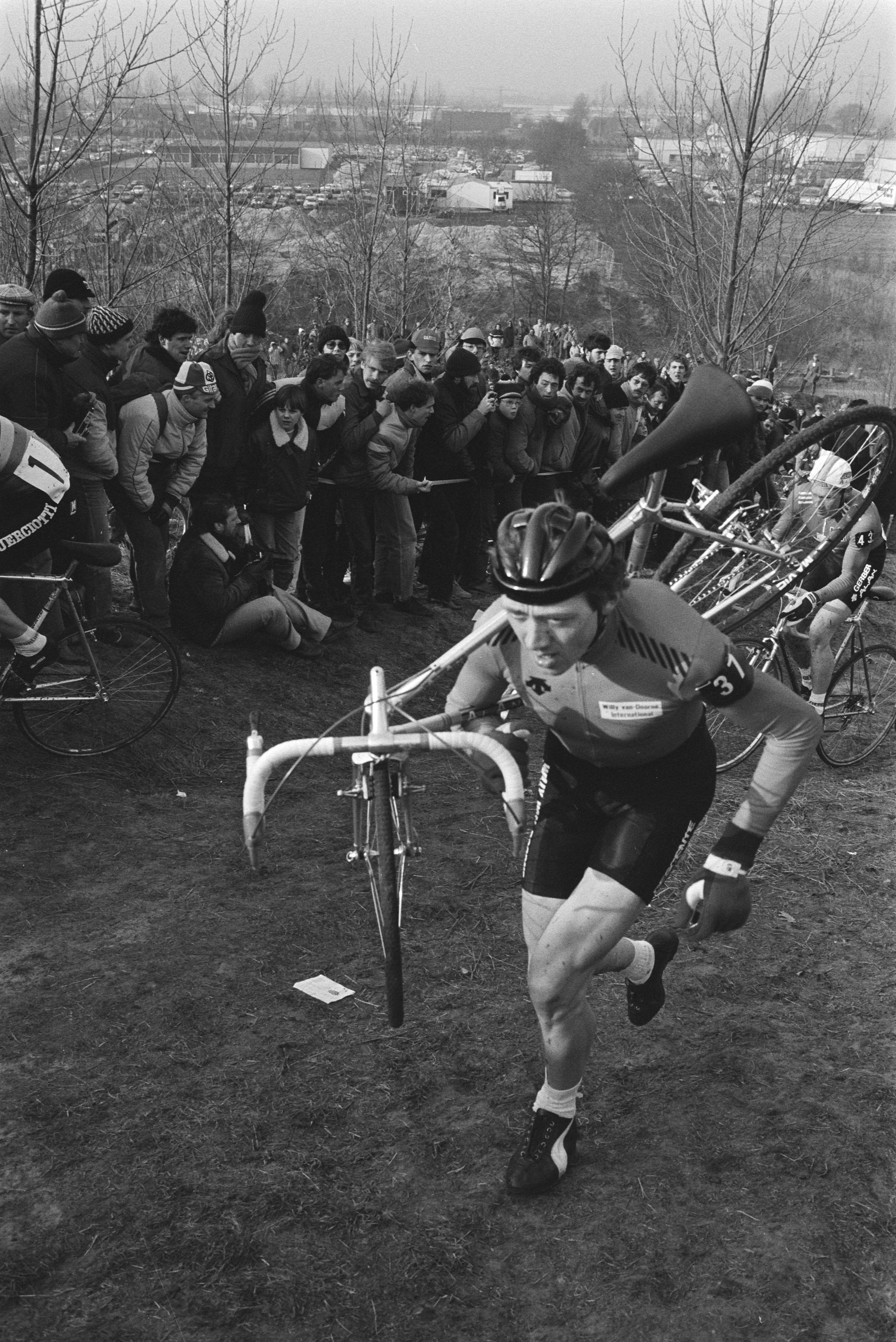
Stamsnijder under cykelcross-VM 1984.

Hendrikus Johannes Maria (Hennie) Stamsnijder, född den 21 juli 1954 i byn Enter (i kommunen Wierden, Overijssel), är en nederländsk tidigare crosscyklist. Hans främsta merit är att som förste nederländare vinna världsmästerskapen 1981. Därtill blev han fyrfaldig totalvinnare av Superprestige, VM-silvermedaljör, trefaldig VM-bronsmedaljör, samt tog hem den nederländska mästartiteln nio gånger.
Efter att ha blivit silvermedaljör för amatörer vid cykelcross-VM 1979 var Stamsnijder sedan professionell från 1980 till december 1989. Som amatör och under de första proffsåren körde han även lite på landsväg och deltog bland annat i Tour de France (bröt 1980 och 80:e totalt 1981), Milano–Sanremo (68:a 1980), Amstel Gold Race (61:a 1980) och E3 Harelbeke (sjua 1980), men nådde inga större framgångar (en fjärdeplats totalt i Ronde van Nederland 1980 var det närmaste prispodiet han kom – om man undantar en nederländsk amatörmästartitel i linjelopp 1979). 
Efter sin aktiva karriär har Stamsnijder varit marknadschef för cykeltillbehörstillverkaren Shimano Europe.

## Meriter – cykelcross
| 1969/1970 3:a vid Nederländska U17-mästerskapen 1970/1971 3:a vid Nederländska juniormästerskapen 1972/1973 2:a vid Nederländska juniormästerskapen | 1975/1976 2:a vid Nederländska mästerskapen 10:a vid Världsmästerskapen 1976/1977 Nederländsk amatörmästare 1977/1978 2:a vid Nederländska mästerskapen 4:a vid Världsmästerskapen 1978/1979 Nederländsk amatörmästare 2:a vid Världsmästerskapen |

### Professionell
Världsmästerskapen och de nederländska mästerskapen avhölls i januari–februari. Superprestige består av en serie deltävlingar vilka avhålls under vintersäsongen (oktober/november–januari/februari) och instiftades 1982/1983 (Stamsnijder blev således totalsegrare i de två första upplagorna av denna inofficiella "världscup").
| SäsongTävling             | 1979 1980 | 1980 1981 | 1981 1982 | 1982 1983 | 1983 1984 | 1984 1985 | 1985 1986 | 1986 1987 | 1987 1988 | 1988 1989 | 1989 1990 |
| ------------------------- | --------- | --------- | --------- | --------- | --------- | --------- | --------- | --------- | --------- | --------- | --------- |
| Världsmästerskapen        |           |           |           | 5         |           | DNF       |           | 4         | 8         | 7         | –         |
| Nederländska mästerskapen |           |           |           |           |           |           |           |           |           | 7         | –         |
| Superprestige             | X         | X         | X         |           |           |           |           |           |           |           | 20        |

X = Avhölls ej     DNF = Fullföljde ej
| Meriter – landsväg Amatör 1979 Nederländsk amatörmästare i linjelopp Professionell 1980 4:a totalt i Ronde van Nederland 7:a i E3 Harelbeke | Meriter – bana Amatör 1977 3:a i tandem vid Nederländska mästerskapen (med Gerrie Slot) 1978 2:a i poänglopp vid Nederländska mästerskapen Professionell 1983 2:a i poänglopp vid Nederländska mästerskapen |